# Adam hatte vier Söhne
Adam hatte vier Söhne (Originaltitel: Adam Had Four Sons) ist ein US-amerikanisches Filmdrama aus dem Jahr 1941 von Gregory Ratoff. Der Film basiert auf dem Roman Legacy von Charles Bonner. Die Hauptrollen im Film sind mit Ingrid Bergman und Warner Baxter besetzt, tragende Rollen mit Susan Hayward, Fay Wray und Helen Westley.

## Handlung
Adam Stoddard ist ein wohlhabendes Familienoberhaupt. Der Tod seiner Frau Molly und die Börsenkrise von 1907 wirken sich negativ auf seine Gesundheit aus. Die gerade erst eingestellte französische Erzieherin Emilie versucht, die Familie zusammenzuhalten. Adams Söhne Jack, David, Cris und Phillip müssen aus finanziellen Gründen auf ein Internat, was von Adams älterer Cousine Philippa bezahlt wird. Emilie muss nach Frankreich zurückkehren. Adam verspricht ihr, sie zurückzuholen, sobald sich seine finanzielle Lage gebessert hat.
Einige Jahre vergehen, bis Adam wieder wohlhabend ist. Drei seiner Söhne dienen in der Armee und kämpfen an der Front im Ersten Weltkrieg. David kehrt nach Hause zurück, er ist mittlerweile mit Hester verheiratet. Philippa erkennt, dass Hester böse und verschlagen ist. Doch bevor sie Adam warnen kann, stirbt sie.
Hester will die zwischenzeitlich zurückgekehrte Emilie loswerden. Als David zurück an der Front ist, verführt sie den heimgekehrten Jack. Emilie bekommt von der Affäre mit. Doch um Adam keine Sorgen zu bereiten gibt sie sich als Jacks Geliebte aus.
David kehrt zurück und wird von Hester zur Begrüßung umarmt. Dabei entfährt ihr ein gehauchtes „Oh, Jack“. Von Hesters Untreue getroffen, will David Selbstmord begehen. Mit einem Flugzeug stürzt er absichtlich ab, aber er überlebt und kommt verletzt in ein Krankenhaus.
Als sich die Wahrheit über Hesters Intrigen herausstellt, wird sie des Hauses verwiesen. Emilie und Adam werden ein Paar.

## Produktion

### Dreharbeiten
Gedreht wurde vom 2. Oktober bis zum 14. November 1940.

### Stab und Besetzung
Rudolph Sternad war der Filmarchitekt, Howard Bristol der Ausstatter. Constantin Bakaleinikoff übernahm die musikalische Leitung des Orchesters. Der ehemalige Radiomoderator Robert Sherwood gab mit diesem Film sein Debüt als Produzent. Laut Variety kaufte Sherwood die Rechte an Bonners Roman. Die Verfilmung war eines seiner Lieblingsprojekte. Für Ingrid Bergman war dies ihr zweiter amerikanischer Film. Um in dem Film auftreten zu können, musste sie von David O. Selznick Productions ausgeliehen werden. Gregory Ratoff hatte bereits bei Bergmans erstem amerikanischen Film, einer Selznick-Produktion mit dem Titel Intermezzo (1939) Regie geführt. Mit Ruth Roberts, ihrer Dialogtrainerin, übte die gebürtige Schwedin zwischen den Szenen Englisch. In ihrer Autobiografie äußerte Bergman sich zwiespältig über den Film, bei dem man keine Ahnung gehabt habe, wie man ihn beenden sollte und hob hervor, dass Ruth Roberts eine große Hilfe für sie und Gregory Ratoff gewesen sei. Den Film hielt sie allerdings nicht für gut, auch wenn es für sie Sinn mache, eine Rolle zu übernehmen, solange diese ein wirklicher Mensch sei. Mit Ratoffs Zustimmung führte Bergman dann auch einige Änderungen an dem von ihr gespielten Charakter Emilie ein.
Co-Star Fay Wray äußerte in einem Interview mit den San Francisco News über Ingrid Bergman, es scheine so, als sei sie keine Schauspielerin, sondern tatsächlich die Person, die sie gerade verkörpere.

### Veröffentlichung
Die Premiere des Films fand am 18. Februar 1941 in den USA statt. In der Bundesrepublik Deutschland kam er im September 1946 in die Kinos. In Österreich wurde er unter demselben Titel ebenfalls im Jahr 1946 veröffentlicht.

## Kritiken
Das Lexikon des internationalen Films schrieb: „Eine ansprechende, aber wenig realistische Geschichte um Opfermut und Freundschaft.“
Der Kritiker der Variety befand, dass die einmütige Loyalität der Gruppe trotz Wohlstand und Wandel deutlich präsentiert und so zu einer mäßig befriedigenden Unterhaltung werde. Weiter hieß es, dass Ingrid Bergman unter der fähigen Leitung von Gregory Ratoff überzeugend und sympathisch in der Darstellung ihrer Rolle sei.
Derek Winnert bewertete den Film auf seiner Seite und meinte, es handele sich um ein klassisches romantisches Melodram, das innerhalb weniger Augenblicke von Humor zu Tränen und von Verführung zu Verrat wechsele. Es gebe ein Trio bewundernswert kluger Starauftritte sowie eine Reihe hervorragender Nebendarsteller (Richard Denning, Fay Wray, Helen Westley, June Lockhart, Clarence Muse) und Ratoff halte die Handlung gemäß der Romanvorlage schön auf Trab. So stark Bergman auch sei, die junge Hayward sei für die Leinwand gemacht und ziehe die Aufmerksamkeit auf sich.